# Чан-Сеноте
Чан-Сеноте (исп. Chan Cenote) — небольшой посёлок в Мексике, штат Юкатан, муниципалитет Тисимин. Численность населения, по данным переписи 2010 года, составила 2 225 человек.
Он расположен в 205 км восточнее столицы штата — Мериды, в 165 км западнее города Канкун и в 45 км южнее административного центра — Тисимина.